# Thomas de Jésus de Andrade
Thomas de Jésus de Andrade, né en 1529 à Lisbonne et mort au Maroc le 17 avril 1582, est un religieux de l'ordre des ermites de saint Augustin. Écrivain mystique et réformateur, il est probablement l'auteur spirituel le plus célèbre du Portugal.

## Biographie
Thomas (en portugais, Tomé) de Andrade est né à Lisbonne en 1529, de Fernando Alvarez de Andrade et Isabel de Paiva. Son père appartient à la maison des comtes de Lemnos de Galice, qui bénéficient de l'appui du roi Jean III de Portugal. Sa sœur, Violante, épousera un comte de Lenhares. Son frère Diego de Paiva sera le théologien officiel de Jean III au concile de Trente. Son autre frère deviendra, comme lui, un religieux augustin, sous le nom de Cosme de la Presentacion, et mourra à Bologne en 1582, alors qu'il fait route vers l'Allemagne pour y implanter la réforme dans son ordre.

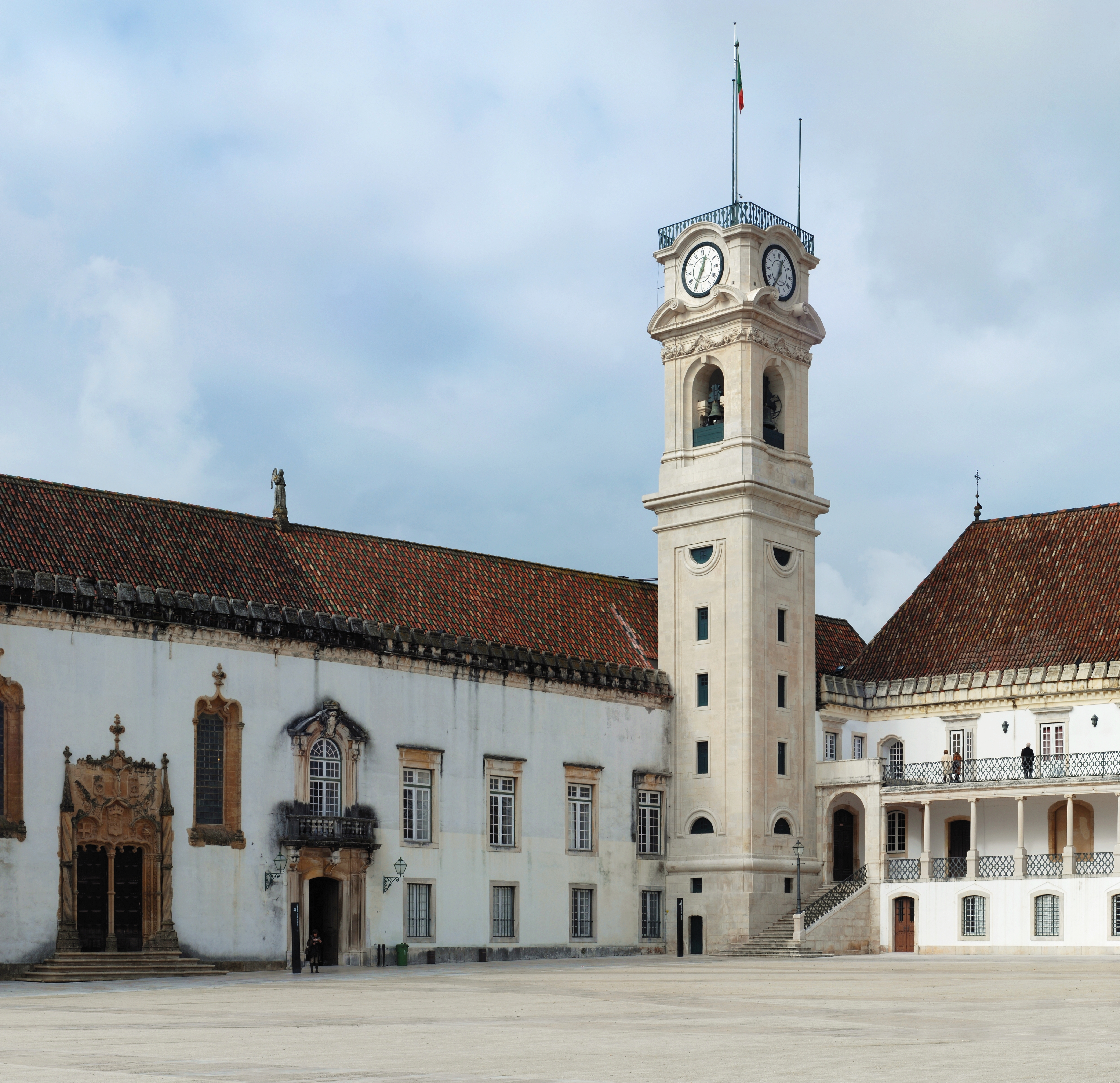
Vue de l'Université de Coïmbra.

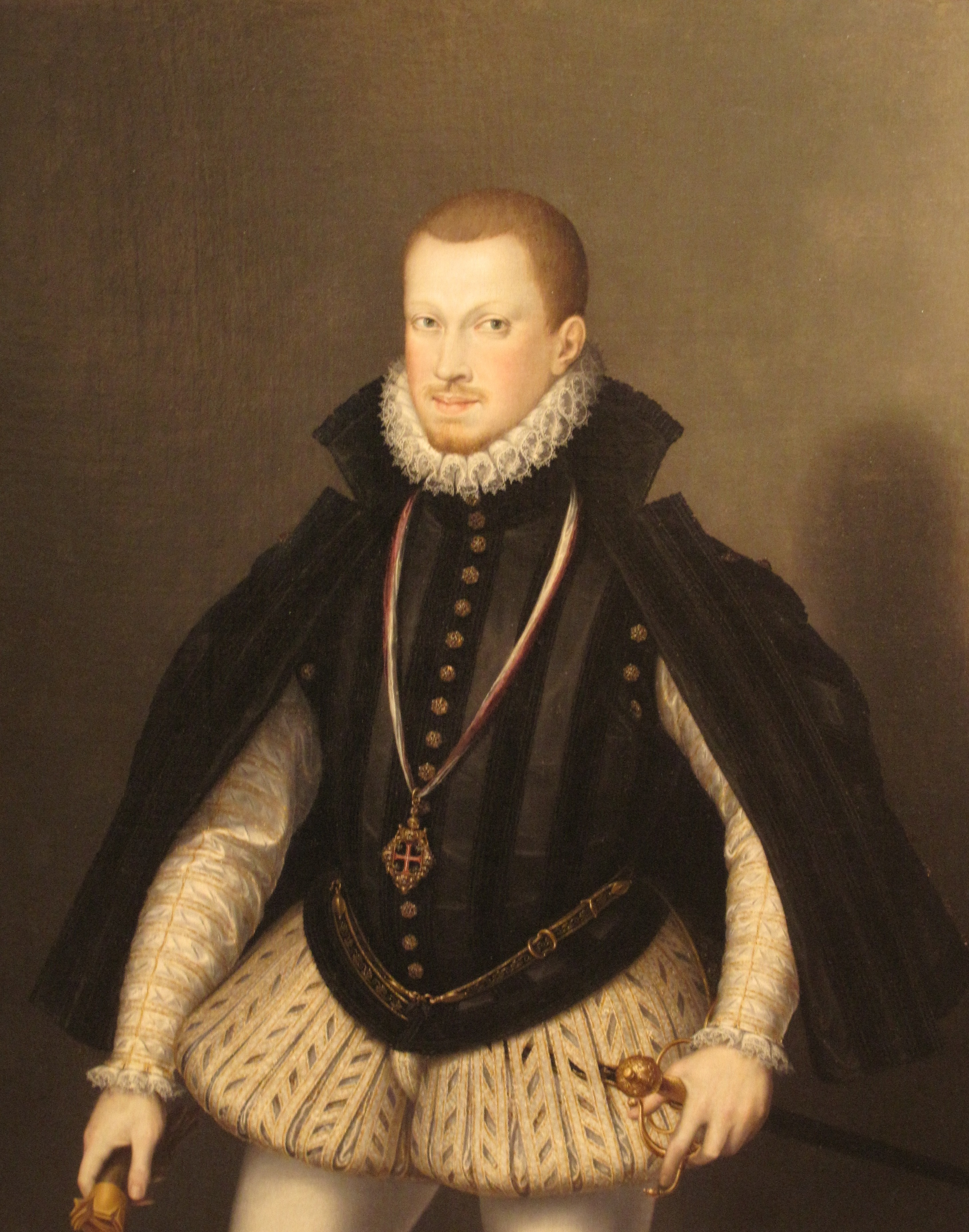
Le roi Sébastien Ier de Portugal.

L'éducation de Thomas et de Diego est confiée à Luis de Montoya, réformateur castillan de la province portugaise des ermites de saint Augustin, et directeur du collège de son ordre à Coïmbra. Durant son séjour à celui-ci, Thomas est sauvé miraculeusement de la noyade dans le rio Mondyo. Sans doute cet événement compte-t-il quelque peu dans sa décision d'entrer au couvent Notre-Dame de Grâce de Lisbonne, où il fait profession le 27 mai 1548.
Le jeune religieux augustin est envoyé à l'université de Coïmbra, puis Montoya lui confie rapidement la charge de maître des novices. Pendant cette période, Thomas écrit les Costumbres del noviciado, et met sur pied, avec Montoya, un projet de réforme de l'ordre, qui anticipe de dix ans celui des augustins récollets espagnols, puisqu'il s'agissait de revenir à une vie religieuse plus ascétique et d'inscrire celle-ci dans le mouvement de la Contre-Réforme. À l'époque, les idées des deux hommes ne rencontrent que l'incompréhension de leurs confrères.
Montoya meurt en 1569. En hommage au disparu, Thomas rédige la biographie de celui-ci, en même temps qu'il complète la deuxième partie de la Vie de Jésus, que le maître avait laissée inachevée. Après avoir été longtemps maître des novices et prieur du couvent de Lisbonne, Thomas devient visiteur de la province, et, en 1574, prieur du couvent de Peña Firme. Il se consacre alors à la prédication et rencontre le fameux auteur spirituel dominicain Louis de Grenade.
En 1578, le religieux augustin se retrouve engagé, avec une bonne partie de l'élite du pays, dans la désastreuse expédition africaine du roi Sébastien Ier, qui signera, à terme, l'annexion du Portugal par l'Espagne de Philippe II. Accompagnant l'armée au Maroc, il passe d'abord par la ville d'Arzila, où il a l'occasion de déployer sa charité, avant d'être blessé à la bataille d'Alcazarquivir, durant laquelle périt le roi Sébastien. Emmené captif à Meknès, un marabout exige de lui l'apostasie. Sur son refus, il est mis dans une prison plus stricte. C'est là qu'il compose, en 1581, son œuvre la plus célèbre : Os trabalhos de Jesus. À la demande de sa sœur, l'ambassadeur du Portugal et d'Espagne au Maroc délivre Thomas en le rachetant, mais celui-ci refuse de rentrer en Europe : il entend profiter de sa toute relative liberté pour venir en aide, matériellement et spirituellement, à ses compatriotes captifs. Il écrira pour eux un Confessionario, et à l'adresse d'un certain rabbin José, une Apologie de la foi chrétienne. Il meurt le 17 avril 1582, en terre marocaine. L'archevêque de Goa et Braga, Alejo de Meneses, rédigera sa biographie en 1617.

## Spiritualité

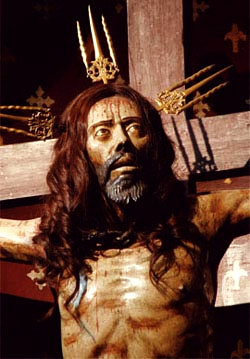
Christ du couvent des augustins de Santiago du Chili.

Os trabalhos de Jesus est un ouvrage qui présente 50 méditations sur les souffrances de Jésus, d'où son titre et sa division en quatre parties, puisque l'auteur y distingue les souffrances de la vie cachée du Christ, celles de sa vie publique, celles de sa Passion jusqu'à la condamnation, et enfin celles de son Chemin de croix et de sa mort. Chaque méditation comporte deux sections : un enseignement à méditer et la présentation des sentiments correspondant à cet enseignement.
Par sa forme même, l'ouvrage condense les orientations spirituelles d'une époque : encadrer et guider la prière du fidèle, selon une méthode héritée de la Devotio moderna, mais aussi favoriser l'appropriation subjective des dispositions intérieures du Christ souffrant, dans la ligne, cette fois, de la mystique humaniste. Le but de l'œuvre consiste, en effet, à susciter l'affectivité, l'adhésion, la volonté du lecteur ; et l'ensemble est précédé de trois chapitres portant sur la manière de contempler efficacement la Passion du Sauveur.
Si l'on peut déceler l'influence de la Vita Christi de Ludolphe le Chartreux (un auteur de la Devotio moderna) et de la Vie de Jésus de Montoya, l'essentiel de la matière s'inspire des Évangiles. Dans les conditions éprouvantes de son emprisonnement, l'auteur a intériorisé le message de la Croix, ce qui confère à son livre une émouvante expressivité, qui passe pour caractéristique du style des augustins.

#### Traduction française
Père Thomas de Jésus, Souffrances de notre-Seigneur Jésus-Christ, Montréal, Éditions de l'Arbre, 1946.

#### Étude en français
- Carlos Alonso, Thomas de Jésus de Andrade, in Dictionnaire de spiritualité ascétique et mystique, XV, Paris, Beauchesne, 1991, p. 830-833.